# 19e étape du Tour d'Italie 2012
La 19e étape du Tour d'Italie 2012 se déroule le vendredi 25 mai 2012, entre la ville de Trévise et l'Alpe di Pampeago sur 198 km.

## Classement de l'étape
|    | Coureur            | Pays     | Équipe              |    | Temps           |
| -- | ------------------ | -------- | ------------------- | -- | --------------- |
| 1  | Roman Kreuziger    | Tchéquie | Astana              | en | 6 h 18 min 03 s |
| 2  | Ryder Hesjedal     | Canada   | Garmin-Barracuda    | +  | 19 s            |
| 3  | Joaquim Rodríguez  | Espagne  | Katusha             |    | 32 s            |
| 4  | Michele Scarponi   | Italie   | Lampre-ISD          |    | 35 s            |
| 5  | Domenico Pozzovivo | Italie   | Colnago-CSF Inox    |    | 43 s            |
| 6  | Ivan Basso         | Italie   | Liquigas-Cannondale |    | 55 s            |
| 7  | Rigoberto Urán     | Colombie | Sky                 |    | 57 s            |
| 8  | Mikel Nieve        | Espagne  | Euskaltel-Euskadi   |    | 1 min 18 s      |
| 9  | Stefano Pirazzi    | Italie   | Colnago-CSF Inox    |    | 1 min 22 s      |
| 10 | John Gadret        | France   | AG2R La Mondiale    |    | 1 min 22 s      |

## Classement général
|    | Coureur            | Pays     | Équipe              |    | Temps            |
| -- | ------------------ | -------- | ------------------- | -- | ---------------- |
| 1  | Joaquim Rodríguez  | Espagne  | Katusha             | en | 84 h 06 min 13 s |
| 2  | Ryder Hesjedal     | Canada   | Garmin-Barracuda    | +  | 17 s             |
| 3  | Michele Scarponi   | Italie   | Lampre-ISD          |    | 1 min 39 s       |
| 4  | Ivan Basso         | Italie   | Liquigas-Cannondale |    | 1 min 45 s       |
| 5  | Rigoberto Urán     | Colombie | Sky                 |    | 3 min 21 s       |
| 6  | Domenico Pozzovivo | Italie   | Colnago-CSF Inox    |    | 3 min 30 s       |
| 7  | John Gadret        | France   | AG2R La Mondiale    |    | 5 min 36 s       |
| 8  | Thomas De Gendt    | Belgique | Vacansoleil-DCM     |    | 5 min 40 s       |
| 9  | Sergio Henao       | Colombie | Sky                 |    | 5 min 47 s       |
| 10 | Damiano Cunego     | Italie   | Lampre-ISD          |    | 6 min 09 s       |

## Classements annexes

### Classement par points
|   | Cycliste          | Pays        | Équipe           | Points |
| - | ----------------- | ----------- | ---------------- | ------ |
| 1 | Mark Cavendish    | Royaume-Uni | Sky              | 138    |
| 2 | Joaquim Rodríguez | Espagne     | Katusha          | 125    |
| 3 | Ryder Hesjedal    | Canada      | Garmin-Barracuda | 93     |

### Classement du meilleur grimpeur
|   | Cycliste         | Pays    | Équipe                    | Points |
| - | ---------------- | ------- | ------------------------- | ------ |
| 1 | Matteo Rabottini | Italie  | Farnese Vini-Selle Italia | 65     |
| 2 | Stefano Pirazzi  | Italie  | Colnago-CSF Inox          | 44     |
| 3 | Michał Gołaś     | Pologne | Omega Pharma-Quick Step   | 34     |

### Classement du meilleur jeune
|   | Cycliste           | Pays     | Équipe           |    | Temps            |
| - | ------------------ | -------- | ---------------- | -- | ---------------- |
| 1 | Rigoberto Urán     | Colombie | Sky              | en | 84 h 09 min 34 s |
| 2 | Sergio Henao       | Colombie | Sky              | +  | 2 min 26 s       |
| 3 | Gianluca Brambilla | Italie   | Colnago-CSF Inox |    | 4 min 57 s       |

### Classement par équipes

#### Classement au temps
|   | Équipe     | Pays       |    | Temps             |
| - | ---------- | ---------- | -- | ----------------- |
| 1 | Movistar   | Espagne    | en | 251 h 17 min 10 s |
| 2 | Lampre-ISD | Italie     | +  | 8 min 37 s        |
| 3 | Astana     | Kazakhstan |    | 30 min 53 s       |

#### Classement aux points
|   | Équipe          | Pays        | Points |
| - | --------------- | ----------- | ------ |
| 1 | Garmin-Barrcuda | États-Unis  | 308    |
| 2 | Sky             | Royaume-Uni | 291    |
| 3 | Katusha         | Russie      | 281    |

## Abandons
- Alfredo Balloni (Farnese Vini-Selle Italia) : non-partant
- Elia Favilli (Farnese Vini-Selle Italia) : non-partant
- José Rujano (Androni Giocattoli-Venezuela) : abandon
- Francesco Chicchi (Omega Pharma-Quick Step) : abandon